# Institut C. G. Jung de Zurich
L'Institut C.G. Jung Institut de Zurich (dont le nom officiel allemand est C.G. Jung-Institut Zürich) est un institut de psychologie analytique situé à Küsnacht, dans le canton de Zurich en Suisse.

## Histoire
L'institut est fondé en 1948 par le psychiatre et psychologue Carl Gustav Jung qui est à l'origine de son statut et qui y enseigne jusqu'à sa mort en 1961. Marie-Louise von Franz, Jolande Jacobi, Kurt Binswanger (de) et Liliane Frey-Rohn (de) participent également à sa mise en place et Carl Alfred Meier en est le premier président. De 1948 à 1979, le lieu initial de formation et d'enseignement de la psychologie analytique se trouve au 27 de la Gemeindestrasse à Zurich-Hottingen, puis déménage pour l'adresse actuelle qui est une maison où vécut le poète Conrad Ferdinand Meyer sur les rives du lac de Zurich. La bibliothèque de l'institut contient environ 15 000 livres et revues principalement sur le thème de l'analyse jungienne ou psychologie des profondeurs mais aussi sur des sujets comme la mythologie, le symbolisme la religion et l'anthropologie. 
Au début du XXIe siècle, l'institut est également utilisé comme centre de réunion et de conférences. Il possède une antenne romande à Lausanne avec une bibliothèque au Petit-Lancy (Genève), et un laboratoire de formation analytique pour le Tessin et les régions voisines du Nord de l'Italie.

## Sources
- Site officiel de l'institut